# Neozygina quadricornis
Neozygina quadricornis är en insektsart som först beskrevs av Beamer 1930.  Neozygina quadricornis ingår i släktet Neozygina och familjen dvärgstritar. Inga underarter finns listade i Catalogue of Life.